# Trường Trung học phổ thông Cao Bá Quát – Gia Lâm
Trường Trung học phổ thông Cao Bá Quát – Gia Lâm là trường trung học phổ thông công lập của Hà Nội được thành lập năm 1961. Trường được Chính phủ Việt Nam trao tặng Huân chương Lao động hạng Ba năm 1976, Huân chương Lao động hạng Nhì năm 1983.

## Khen thưởng
- Huân chương Lao động hạng Ba (1976)[3]
- Huân chương Lao động hạng Nhì (1983)[3]